# Mainxe-Gondeville
Mainxe-Gondeville es una comuna francesa situada en el departamento de Charente, de la región de Nueva Aquitania, creada el 1 de enero de 2019.

## Geografía
Está ubicada entre Jarnac al norte y Segonzac al sur. Su término es situado en Grande Champagne, área de cultivo o cru de coñac.

## Historia
La comuna nueva fue creada el 1 de enero de 2019, con la unión de las comunas de Mainxe y Gondeville, pasando a estar el ayuntamiento en la antigua comuna de Gondeville.